# Niño de Elche
Francisco Contreras Molina, conocido como Niño de Elche (Elche, 1985) es un músico español especializado en música flamenca.

## Biografía
Niño de Elche nació en Elche (Alicante), en 1985, en el seno de una familia procedente de Montejícar ,Granada. Comenzó su trayectoria como cantaor de flamenco a una edad muy temprana, participando en diferentes concursos, aunque pronto comenzó a interesarse por otros ámbitos artísticos, como el rap o la performance.
Además de mezclar géneros musicales como jazz o electrónica, su trabajo se vincula a otras disciplinas artísticas, como la performance, y destaca por colaboraciones con el audiovisual, la poesía o la danza, habiendo creado trabajos conjuntos con creadores como Los Voluble, Isaki Lacuesta, Raúl Cantizano, Bulos.net, Israel Galván, Los Planetas, Miguel Álvarez-Fernández y Refree, entre otros. En 2019 se unió a Los Planetas en el proyecto colaborativo Fuerza nueva, que dio lugar al álbum homónimo. Ese mismo año participó en el álbum Ni tan joven, ni tan viejo, disco tributo a Joaquín Sabina en el que participaron 38 artistas versionando canciones del cantautor español, entre ellos Fito Cabrales, Alejandro Sanz, Serrat o Amaral. En  interpretó una versión de «Cerrado por derribo» junto a Guitarricadelafuente.
En noviembre de 2020 colaboró con C. Tangana y La Húngara en un tema titulado «Tú me dejaste de querer» del disco El Madrileño. Ya había colaborado con C. Tangana en 2018 en la canción «Un veneno». 
En 2021 se estrena del documental Canto cósmico. Niño de Elche dirigido por Leire Apellaniz y Marc Sempere sobre el músico, su obra y su entorno rodado en 2020.
Desde septiembre de 2021 está al frente del programa en Radio 3 eXtrañas heterodoXias.
Ha dirigido un taller sobre la voz, en el Observatorio de lo Invisible (El Escorial).

## Discografía

### En solitario
- Mis primeros llantos (2007)
- Sí, a Miguel Hernández (2013)
- Voces del extremo (2015)
- Calle de Arriba, 73 (2015)
- Antología del cante flamenco heterodoxo (2018)
- Colombiana (2019)
- La distancia entre el barro y la electrónica. Siete diferencias valdelomarianas (2020)
- Memorial de cante en mis bodas de plata con el flamenco (2021)
- La Exclusión (2021)
- Flamenco. Mausoleo de celebración, amor y muerte (2022)
- Cante a lo gitano (2024)

### Con Los Voluble
- Niño de Elche + Los Voluble (2016)

### Con Fuerza nueva
- Fuerza nueva (2019)

### Con Exquirla
- Para quienes aún viven (2017)

### Con Ilegales
- Muñequita de Porcelana (2022)

## Filmografía
- Carmina y Amén (2014) (participación en banda sonora)
- Vivir y otras ficciones (2016) (participación en banda sonora)
- Canto cósmico. Niño de Elche, película dirigida por Leire Apellaniz y Marc Sempere[11]

## Instalaciones sonoras
- Auto Sacramental Invisible. Una representación sonora a partir de Val del Omar (Museo Nacional Centro de Arte Reina Sofía, 2020)[14]

## Publicaciones
- In memoriam. Posesiones de un exflamenco (Hurtado & Ortega, 2020).
- Llamadme amparo (Espasa Es Poesía, 2021).